# بييرو باسيناتي
بييرو باسيناتي (Piero Pasinati) (‏21 يوليو 1910 - 15 نوفمبر 2000)، لاعب كرة قدم إيطالي سابق. لعب مع منتخب إيطاليا لكرة القدم، وفاز بـ كأس العالم 1938 ، ولعب لناديا تريستينا وإيه سي ميلان

## وصلات خارجية
- بييرو باسيناتي على موقع ناشيونال فوتبول تيمز (الإنجليزية)
- بييرو باسيناتي على موقع عالم كرة القدم.نت (الإنجليزية)